# Protein máu
Protein máu, cũng được gọi là protein huyết tương, là những protein có trong huyết tương. Chúng phục vụ nhiều chức năng khác nhau, bao gồm vận chuyển chất béo, nội tiết tố, vitamin và khoáng chất trong hoạt động và chức năng của hệ thống miễn dịch. Các protein máu khác hoạt động như các enzyme, các thành phần bổ sung, các chất ức chế protease hoặc tiền chất kinin. Trái với niềm tin phổ biến, hemoglobin không phải là một protein máu, vì nó được mang trong các hồng cầu, chứ không phải trong huyết thanh.
Albumin huyết thanh chiếm 55% protein trong máu, và là một đóng góp chính để duy trì áp suất thẩm thấu của huyết tương để hỗ trợ trong việc vận chuyển lipid và hormone steroid. Globulin chiếm 38% protein trong máu và vận chuyển ion, kích thích tố và chất béo hỗ trợ chức năng miễn dịch. Fibrinogen bao gồm 7% protein trong máu; chuyển đổi fibrinogen thành fibrin không hòa tan là điều cần thiết cho việc đông máu.Phần còn lại của protein huyết tương (1%) là protein điều hòa, chẳng hạn như enzyme, proenzym và hormone.Tất cả các protein trong máu đều được tổng hợp trong gan ngoại trừ globulin gamma.
Tách protein huyết thanh bằng điện di là một công cụ chẩn đoán có giá trị cũng như một cách để theo dõi tiến trình lâm sàng. Nghiên cứu hiện tại về protein huyết tương là trung tâm thực hiện phân tích proteomics huyết thanh / huyết tương trong việc tìm kiếm dấu ấn sinh học. Những nỗ lực này bắt đầu với điện di gel hai chiều những nỗ lực trong những năm 1970 và trong thời gian gần đây, nghiên cứu này đã được thực hiện bằng cách sử dụng LC-tandem MS dựa trên protein. Giá trị phòng thí nghiệm bình thường của tổng protein huyết thanh là khoảng 7 g / dL.